# Lee Johnson (Fußballspieler)
Lee David Johnson (* 7. Juni 1981 in Newmarket) ist ein ehemaliger englischer Fußballspieler und aktueller Fußballtrainer. 

## Karriere

### Spieler
Lee Johnson wurde als Sohn des englischen Fußballtrainers Gary Johnson in Newmarket, etwa 100 km nordöstlich von London geboren. Bis 1998 spielte er in London für die Jugendmannschaften des FC Watford, dessen Jugendakademie von seinem Vater geleitet wurde. Zwischen 1998 und 2000 war er Teil des Profikaders, kam dort aber nicht zum Einsatz.
Im Jahr 2000 unterschrieb Johnson bei Brighton & Hove Albion, für den er nur einen Einsatz gegen Cardiff City am 5. Dezember 2000 in der Football League Trophy absolvierte und dabei ein Tor erzielte. Anschließend wechselte er im Juli 2001 ablösefrei zum Fünftligisten Yeovil Town, der von seinem Vater trainiert wurde. Im ersten Jahr wurde die FA Trophy nach einem Finalsieg über den FC Stevenage gewonnen. Johnson war bei Yeovil stets Stammspieler und feierte mit seinem Vater als Trainer 2003 die Meisterschaft in der fünften Liga und 2005 in der vierten Liga. In dieser Zeit gewann Johnson dreimal hintereinander die Auszeichnung zum Spieler des Jahres in Yeovil. Nachdem sein Vater bereits im Jahr 2005 zu Bristol City gewechselt war, unterschrieb Lee Johnson im Januar 2006 einen Vertrag in Schottland bei Heart of Midlothian, nachdem eine Ablösesumme gezahlt worden war. Für den Verein aus Edinburgh absolvierte er lediglich vier Spiele in der Scottish Premier League und eines im Pokal.
Im August 2006 kehrte Johnson zu seinem Vater zurück, um fortan für Bristol City zu spielen. Im ersten Jahr wurde die Mannschaft Vizemeister in der dritten Liga, womit der Aufstieg in die EFL Championship gelang. Wie schon bei Yeovil wurde Johnson unter seinem Vater in Bristol als Stammkraft im Mittelfeld eingesetzt. In der Saison 2007/08 konnte sich Bristol City unter den Top 6 der zweiten Liga platzieren, verlor dann aber im Play-off-Finale gegen Hull City und verpasste so den Aufstieg in die Premier League. Im Januar 2010 wurde Johnson für einen Monat an den Ligakonkurrenten Derby County verliehen. Nachdem sein Vater im März 2010 entlassen worden war, wurde er im August 2011 weiter an den Drittligisten FC Chesterfield ausgeliehen. Seine Zeit bei Bristol City endete im Januar 2012, nachdem sein Vertrag einvernehmlich aufgelöst wurde.
Am 10. Februar 2012 unterzeichnete Johnson einen Zweieinhalbjahresvertrag beim schottischen Erstligisten FC Kilmarnock. Mit „Killie“ spielte er im Finale des schottischen Ligapokals, das gegen Celtic Glasgow mit 1:0 gewonnen wurde. Im Januar 2013 verließ er den Verein vor dem Vertragsende und beendete seine Karriere als aktiver Spieler.

### Trainer
Am 18. März 2013 wurde Johnson zum Trainer des englischen Drittligisten Oldham Athletic ernannt und unterzeichnete einen Zweijahresvertrag. Sein Alter von 31 Jahren machte ihn zu einem der jüngsten Trainer in der English Football League. Sein erstes verantwortliches Spiel war ein 3:0-Sieg über Hartlepool United, wodurch Oldham die Abstiegszone verließ. Bald darauf führte er den Verein in das sichere Mittelfeld der Tabelle. Mit Oldham spielte er gegen Yeovil das erneut von seinem Vater trainiert wurde, womit es zzu einem Vater-Sohn-Duell an der Seitenlinie kam. Nach guten Leistungen der Mannschaft, wurde Johnson mit einem verlängerten Vertrag bis Sommer 2018 belohnt.
Im Februar 2015 wurde Johnson zum neuen Cheftrainer des FC Barnsley ernannt, nachdem an Oldham Athletic eine Ablöse gezahlt wurde. Er führte den Verein in das Finale der EFL Trophy, das sein Nachfolger Paul Heckingbottom gewann. Johnson hatte Barnsley bereits im Februar 2016 verlassen.
Im selben Monat wurde Johnson neuer Trainer des vom Abstieg bedrohten Bristol City und erhielt einen Dreieinhalbjahresvertrag, nachdem eine Ablösesumme gezahlt wurde. Unter Johnson konnte Bristol mit drei Punkten Vorsprung den Klassenerhalt erreichen. Obwohl einige Fans die Entlassung von Johnson forderten, blieb er vor der Saison 2017/18 City-Trainer und holte unter anderem den senegalesischen Stürmer Famara Diédhiou, mit einer Rekordtransfersumme des Vereins von 5,3 Millionen £. In der Saison 2017/18 führte Johnson den Verein ins Halbfinale des EFL Cup und besiegte im Vorfeld mehrere Premier-League-Klubs, darunter Manchester United. Im Halbfinale schied Bristol aus dem Wettbewerb nach einer 3:5-Gesamtniederlage gegen Manchester City aus. Bristol beendete die Saison auf dem elften Platz in der Meisterschaft, acht Punkte hinter den Play-offs. In der folgenden Saison beendete die Mannschaft von Johnson die Saison auf dem achten Platz, ihrem besten Ligaergebnis seit 2008. Im Mai 2019 unterzeichnete Johnson einen neuen Vierjahresvertrag in Bristol. Nach einer Reihe von vier Niederlagen in Folge zum Saisonstart wurde Johnson im Juli 2020 als Cheftrainer von Bristol City entlassen.
Im Dezember 2020 wurde Johnson nach dem Abgang von Phil Parkinson zum neuen Cheftrainer des Drittligisten AFC Sunderland ernannt. Im März 2021 gewann Sunderland das EFL-Trophy-Finale gegen die Tranmere Rovers mit 1:0. Nach einer Serie schlechter Ergebnisse und einer Niederlage bei den Bolton Wanderers endete Johnsons Zeit in Sunderland im Januar 2022 und er wurde durch Alex Neil ersetzt.
Im Mai 2022 wurde Johnson neuer Trainer von Hibernian Edinburgh aus der Scottish Premiership. Als Nachfolger von Shaun Maloney führte er die „Hibs“ in der Saison 2022/23 auf den fünften Tabellenplatz. Nach fünf Niederlagen in den ersten neun Spielen der Saison 2023/24 wurde er Ende August entlassen. Bereits am 10. September 2023 hatte er einen neuen Arbeitgeber, er übernahm das Traineramt beim englischen Drittligisten Fleetwood Town, der sich nach sechs Spieltagen auf dem vorletzten Tabellenrang befand. Bereits am 30. Dezember 2023 wurde er bei Fleetwood wieder entlassen, zuvor war er mit dem Team wettbewerbsübergreifend neun Spiele lang sieglos geblieben und stand erneut auf dem vorletzten Tabellenplatz.

## Erfolge
als Spieler:
mit Yeovil Town:
- FA Trophy: 2002
- Fünftligameister: 2003
- Viertligameister: 2005

mit Bristol City:
- Drittligavizemeister: 2007

mit dem FC Kilmarnock:
- Schottischer Ligapokal: 2012

als Trainer:
mit dem AFC Sunderland:
- EFL Trophy: 2021